# Rocaglamide
Le rocaglamide est un produit naturel anticancéreux qui appartient à la famille des flavaglines,. Ce composé a été isolé en 1982 par King et collaborateurs du Centre National de Défense Médicale de Taiwan, en se basant sur sa forte activité antileucémique. Comme d’autres flavaglines, le rocaglamide présente de puissantes activités insecticides, antifongiques, anti-inflammatoires, et surtout anticancéreuses.
Le rocaglamide a été synthétisé pour la première fois par Barry Trost en 1990. Bien que d’autres synthèses aient été décrites par la suite, celle développée par Trost reste la seule qui permette de préparer le rocaglamide de manière énantiospécifique.